# Mariä Heimsuchung und St. Nikolaus (Büchold)

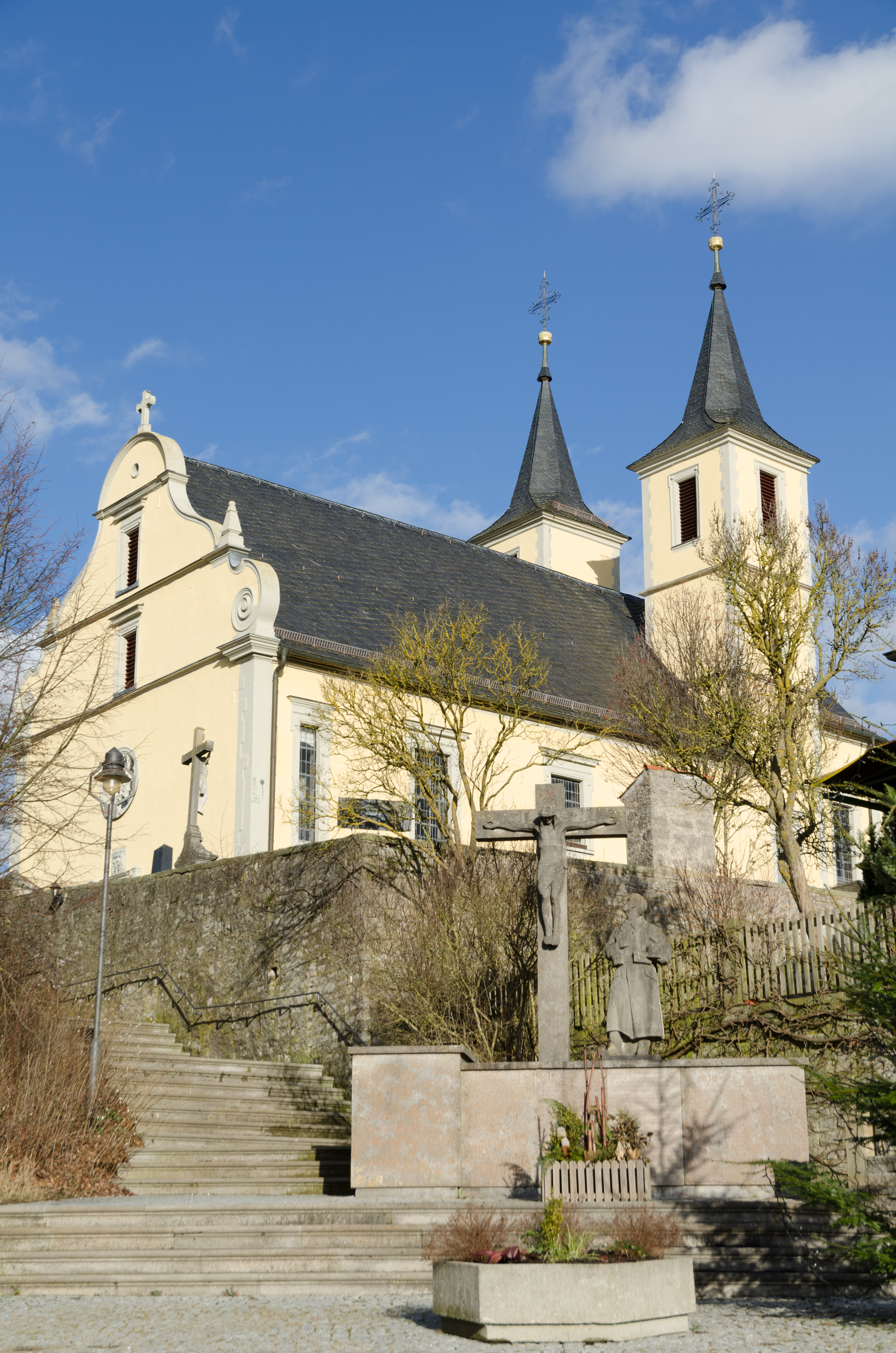
Mariä Heimsuchung und St. Nikolaus (Büchold)

Die römisch-katholische Pfarrkirche Mariä Heimsuchung und St. Nikolaus ist ein denkmalgeschütztes Kirchengebäude, das im Gemeindeteil Büchold der Stadt Arnstein im Landkreis Main-Spessart (Unterfranken, Bayern) steht. Das Bauwerk ist unter der Denkmalnummer D-6-77-114-153 als Baudenkmal in die Bayerische Denkmalliste eingetragen. Die Pfarrkirche gehört zur Pfarreiengemeinschaft Um Maria Sondheim (Arnstein) im Dekanat Karlstadt des Bistums Würzburg.

## Beschreibung
Der Chor stammt im Kern von 1599. Das Langhaus und die quadratischen, mit achtseitigen, schiefergedeckten, spitzen Helmen bedeckten Chorflankentürme wurde 1619–22 an ihn angebaut. Sie sind durch Lisenen an den Ecken und Stockwerkgesimse gegliedert. Die obersten Geschosse beherbergen hinter den Klangarkaden die Glockenstühle, in denen jeweils drei Kirchenglocken hängen. Die Fassade im Westen hat einen Volutengiebel. 
Das Innere des Langhauses ist mit einer Flachdecke überspannt, der des Chors mit einem Gewölbe. Die Kirchenausstattung stammt aus der Bauzeit. Die 1706 von Johann Hoffmann gebaute Orgel mit 12 Registern, einem Manual und einem Pedal wurde 1820 von Johann Konstantin Suckfüll in diese Kirche umgesetzt.